# استیون جفری کارینو
استیون جفری کارینو (انگلیسی: Stephen Holt؛ زادهٔ ۶ دسامبر ۱۹۹۱) بازیکن بسکتبال اهل ایالات متحده آمریکا است.
از باشگاه‌هایی که در آن بازی کرده‌است می‌توان به باشگاه بسکتبال آندورا و باشگاه بسکتبال ساراگوسا اشاره کرد.